# Cheese People
Cheese People — англомовний російський рок-гурт із Самари.

## Історія гурту
Біля витоків гурту стояв хіп-хоп дует Антона Залигіна та Юрія Момсіна. Незабаром в гурту з'явилася потреба в записі бек-вокалу, для чого була запрошена вокалістка Ольга Чубарова. З появою нової учасниці стиль гурту зазнав серйозних змін і з часом став близьким до інді-року. Незабаром до гурту приєдналися ще два учасники — Михайло Зенцов і Сергій Чернов.
В 2006 році світ побачив перший студійний альбом Cheese People — «Psycho Squirrel».

## Склад
Ольга Чубарова — вокал
Антон Залигін — гітара
Роман Петросян — барабани
Олексій Тітенко — бас
Колишні учасники:
Михайло Шімаров — програмування, клавішні, продакшн
Михайло Школьний — бас
Михайло Зенцов — барабани
Сергій Чернов — бас
Юрій Маліков — гітара
Ігор Гаршин — барабани
Юрій Момсін — програмування, продакшн